# Дате (Фукусіма)

37°49′8″ пн. ш. 140°33′47″ сх. д. / 37.81889° пн. ш. 140.56306° сх. д.
Да́те (яп. 伊達市, だてし, МФА: [date ɕi̥]) — місто в Японії, в префектурі Фукусіма.

## Короткі відомості
Розташоване в північно-східній частині префектури, на сході Фукусімської западини. Місце виникнення самурайського роду Дате, володарів південних земель провінції Муцу. Основою економіки є сільське господарство, зокрема вирощування персиків та яблук. Станом на 1 жовтня 2008 площа міста становила 265,10 км². Станом на 1 січня 2009 населення міста становило 66 971 осіб.